# 日光市今市文化会館
日光市今市文化会館（にっこうし いまいちぶんかかいかん）は、栃木県日光市に所在する多目的ホールである。

## 概要
1977年6月、当時の栃木県今市市に「今市市文化会館」として開館した。今市市は2006年3月に周辺市町村と新設合併して日光市となり、本館の名称も変更されている。
建物の老朽化に伴う外壁の落下及び隣接する中央公民館が2025年9月に移転予定なこともあり、2025年8月末をもって休館予定とし予約受付も2024年8月31日をもって終了した。

## 建築
設計は神谷五男と都市環境建築設計所、施工は清水建設が担当した。上部に突出した2本の排気筒と、正面に向かって突出したホワイエ上部の構造が恐竜を思わせる。大ホールの舞台は間口17m、奥行：15m。客席は3層からなり、1階800席・2階106席・3階160席の計1,066席。人工地盤のアプローチが2階のエントランスに通じ、ガラス張りの階段が2階から3階、4階を結ぶ動線を形づくる。窓やホール入り口の扉には、アーチ状の意匠が多用されている。
神谷は丹下健三･都市･建築設計研究所の出身で、代表取締役を務める都市環境建築設計所は栃木県グリーンスタジアムや、BCS賞を受賞した佐野市文化会館など栃木県内を中心に施設設計を手掛けている。神谷は竣工当時の雑誌で「日光杉並木を連想させるトンネル空間を、新しい街の顔にしたい」と述べている。